# Bulbe de l'aorte
Le bulbe de l'aorte (ou racine de l'aorte) est le segment initial de la portion ascendante de l'aorte comprise entre l'anneau aortique et la limite supérieure du sinus aortique.

## Structure
Le bulbe de l'aorte se situe entre la chambre de chasse du ventricule gauche et l'aorte ascendante.
A sa base se trouve l'anneau aortique qui fait partie du squelette fibreux du cœur et qui sert de support aux cuspides de la valve aortique. Au niveau de leur insertion les valvules sont séparées par trois zones fibreuses faisant partie du squelette fibreux du cœur : les triangles inter-valvulaires de la valve aortique ou triangles fibreux inter-valvulaires.
Au-dessus de l'anneau aortique, se trouvent les sinus aortiques dans lesquels se situent les ouvertures vers les artères coronaires droite et gauche.
En haut, la jonction sino-tubulaire est visible grâce un épaississement annulaire de la paroi aortique formant une saillie dans la lumière artérielle : la crête supra-valvulaire de l'aorte., A ce niveau, il se poursuit par l'aorte tubulaire ascendante.

## Aspect clinique
Le bulbe de l'aorte peut être impliquée dans diverses pathologies comme des anévrismes, une dissection aortique ou les valvulopathies aortiques.